# Ancistrocomidae
Famille
Synonymes
- Ancistrocominae
- Cepedellidae
- Hypocomellinae
- Hypocomidinae

Les Ancistrocomidae sont une famille de Ciliés de la classe des Phyllopharyngea, et de l’ordre des Paracinetida.

## Étymologie
Le nom de la famille vient du genre type Ancistrocoma, dérivé du grec αγκίστρων / ankistron, « crochet, hameçon », et du latin coma, « chevelure, feuillage », littéralement « chevelure en crochet ».

## Description
Les Ancistrocomidae ont une taille petite (<80 µm) à moyenne (80 à 200 µm). Ils ont typiquement la forme d’une poire ou d’une banane, avec leur extrémité antérieure pointue. Ils nagent librement, mais sont plus généralement attachés à leur hôte. Leur cinétie somatique se compose de cils thigmotactiques plus ou moins développés, au moins près de l'extrémité antérieure, tendant à se réduire à un petit champ ventral thigmotactique antérieur. Ils ont une ventouse apicale. Leur ciliation orale est absente. Leur macronoyau est globulaire à ellipsoïde. Au moins un micronoyau est présent. Une  vacuole contractile est peut être présente. Le cytoprocte n’a pas été observé. Ils se nourrissant du contenu cellulaire des tissus de leur hôte.

## Habitat
Les Ancistrocomidae vivent en milieu marin et en eau douce, en tant que parasites d'invertébrés, notamment divers animaux vermiformes tels que polychètes, phoronidien, ou autres, mais principalement dans la cavité du manteau des mollusques.

## Liste des genres
Selon GBIF (31 juillet 2024) :
- Ancistrocoma Chatton & Lwoff, 1926 genre type
  - Espèce type : Ancistrocoma pelseneeri Chatton & Lwoff, 1926
- Anisocomides Chatton & Lwoff, 1950
- Colligocineta Kozloff, 1965
- Crebricoma Kozloff, 1946
- Goniocoma Chatton & Lwoff, 1950
- Heterocinetopsis Jarocki, 1935
- Holocoma Chatton & Lwoff, 1950
- Hypocomagalma Jarocki & Raabe, 1932
- Hypocomatidium Jarocki & Raabe, 1932
- Hypocomella Chatton & Lwoff, 1924
- Hypocomides Chatton & Lwoff, 1922
- Hypocomidium Raabe, 1938
- Hypocomina Chatton & Lwoff, 1924
- Ignotocoma Kozloff, 1961
- Insignicoma Kozloff, 1946
- Isocomides Chatton & Lwoff, 1950
- Kozloffiella Raabe, 1970
- Parachaenia Kofoid & Bush, 1936
- Raabella Chatton & Lwoff, 1950
- Stegotricha Bower & Meyer, 1993
- Syringopharynx Collin, 1915

Selon Lynn (2010) :
- Ancistrocoma Chatton & Lwoff, 1926
- Anisocomides Chatton & Lwoff, 1950
- Colligocineta Kozloff, 1965
- Crebricoma Kozloff, 1946
- Enerthecoma Jarocki, 1935
- Goniocoma Chatton & Lwoff, 1950
- Heterocinetopsis Jarocki, 1935
- Holocoma Chatton & Lwoff, 1950
- Hypocomagalma Jarocki & Raabe, 1932
- Hypocomatidium Jarocki & Raabe, 1932
- Hypocomella Chatton & Lwoff, 1924
- Hypocomides Chatton & Lwoff, 1922
- Hypocomidium Raabe, 1938
- Hypocomina Chatton & Lwoff, 1924
- Ignotocoma Kozloff, 1961
- Insignicoma Kozloff, 1946
- Isocomides Chatton & Lwoff, 1950
- Kozloffiella Raabe, 1970
- Raabella Chatton & Lwoff, 1950
- Stegotricha Bower & Meyer, 1993
- Syringopharynx Collin, 1915

Incertae sedis dans la famille des Ancistrocomidae
- Cepedella Poyarkoff, 1909

## Systématique
Le nom valide de ce taxon est Ancistrocomidae, Chatton & Lwoff, 1939.